# Пасо Агустин (Фортин)
Пасо Агустин (шп. Paso Agustín) насеље је у Мексику у савезној држави Веракруз у општини Фортин. Насеље се налази на надморској висини од 955 м.

## Становништво
Према подацима из 2010. године у насељу је живело 8 становника.

### Хронологија
| Година       | 2000        | 2005          | 2010 |
| ------------ | ----------- | ------------- | ---- |
| Становништво | 21 (12 / 9) | 112 (61 / 51) | 8    |

### Попис
| # | Индикатор                     | Вредност |
| - | ----------------------------- | -------- |
| 1 | Укупно домаћинстава           | 4        |
| 2 | Укупно насељених домаћинстава | 2        |
| 3 | Величина локације             | 1        |